# Обикновена актиния
Обикновените актинии (Actinia equina) са вид корали от семейство Actiniidae.
Таксонът е описан за пръв път от шведския ботаник и зоолог Карл Линей през 1758 година.

## Подвидове
- Actinia equina atlantica
- Actinia equina cari
- Actinia equina castanea
- Actinia equina coccinea
- Actinia equina concentrica
- Actinia equina equina
- Actinia equina glauca
- Actinia equina hemisphaerica
- Actinia equina hepatica
- Actinia equina japonica
- Actinia equina mediterranea
- Actinia equina mesembryanthemum
- Actinia equina olivacea
- Actinia equina pontica
- Actinia equina prasina
- Actinia equina rubra
- Actinia equina rufa